# Кришци
Кришци (до 1991. Крижци) су насељено место у општини Клоштар Иванић, Хрватска. До нове територијалне организације у Хрватској, налазили су се у саставу бивше велике општине Иванић-Град.

## Становништво
На попису становништва 2011. године, Кришци су имали 211 становника.

## Попис1991.
На попису становништва 1991. године, насељено место Крижци је имало 224 становника, следећег националног састава:
| Попис 1991.‍ | Попис 1991.‍ | Попис 1991.‍ | Попис 1991.‍ | Попис 1991.‍ |
| ----------- | ----------- | ----------- | ----------- | ----------- |
|             |             |             |             |             |
| Хрвати      | Хрвати      |             | 215         | 95,98%      |
| Срби        | Срби        |             | 7           | 3,12%       |
| непознато   | непознато   |             | 2           | 0,89%       |
| укупно: 224 |             |             |             |             |